# Kebede Balcha
Kebede Balcha (1951. szeptember 7. – Toronto, Kanada, 2018. július 10.) világbajnoki ezüstérmes etióp atléta, maratonfutó.

## Pályafutása
Az 1979-es Afrika-bajnokságon Dakarban aranyérmes lett. Részt vett az 1980-as moszkvai olimpián, de a versenyt feladta és eredmény nélkül zárt. Az 1983-as világbajnokságon Helsinkiben ezüstérmet szerzett. 1985-ben a kairói Afrika-bajnokságon a második helyen végzett. 1979 és 1985 között négy alkalommal győzött a Marathon de Montréal-on. 1983-as 2:10:03-as időeredménye a mai napig a verseny rekordja.

## Sikerei, díjai
- Világbajnokság
  - ezüstérmes: 1983, Helsinki
- Afrika-bajnokság
  - aranyérmes: 1979, Dakar
  - ezüstérmes: 1985, Kairó
- Marathon de Montréal
  - győztes: 1979, 1981, 1983, 1985